# Helen Wainwright

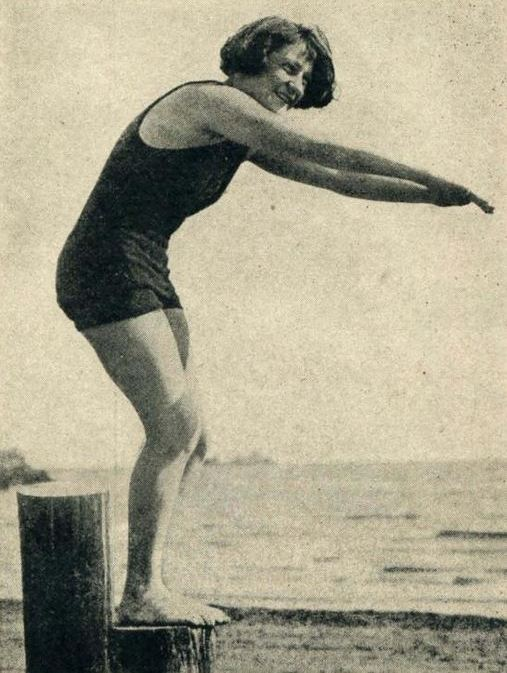
Helen Wainwright (1922)

Helen Wainwright, später Helen Stelling, (* 15. März 1906 in New York City; † 11. Oktober 1965 in Hampton Bays) war eine Schwimmerin und Wasserspringerin aus den Vereinigten Staaten. Sie gewann zwei olympische Silbermedaillen.

## Karriere
Helen Wainwright gewann im Verlauf ihrer Karriere 17 Meistertitel der Amateur Athletic Union im Schwimmen und 2 Meistertitel im Wasserspringen. Bei der Olympiaqualifikation 1920 siegte die 14-jährige Wainwright im Kunstspringen vor der nahezu gleich alten Aileen Riggin. Bei den Olympischen Spielen in Antwerpen traten nur vier Springerinnen aus den Vereinigten Staaten im kombinierten Kunstspringen vom 1-Meter-Brett und vom 3-Meter-Brett an. Aileen Riggin siegte vor Helen Wainwright, Dritte wurde Thelma Payne.
In den nächsten Jahren war Wainwright hauptsächlich als Schwimmerin aktiv. Unter anderem stellte sie 1922 einen Weltrekord über 1500 Meter Freistil auf, der 1925 von Josephine McKim unterboten wurde. Bei den olympischen Schwimmwettbewerben 1924 in Paris trat Helen Wainwright über 400 Meter Freistil an, die damals längste olympische Schwimmstrecke für Frauen. Martha Norelius siegte vor Helen Wainwright und Gertrude Ederle. Auch bei Wainwrights zweitem olympischen Medaillengewinn gingen alle drei Medaillen an Sportlerinnen aus den Vereinigten Staaten.
Nachdem Gertrude Ederle 1926 den Ärmelkanal durchquert hatte, tourten Gertrude Ederle, Aileen Riggin und Helen Wainwright mit einer Profi-Show durch die Vereinigten Staaten, und schwammen in transportablen Tanks. Helen Wainwright heiratete später Leutnant Cree Stelling. Während Stelling im Zweiten Weltkrieg in Übersee war, stellte seine Frau ihre Trophäensammlung der Regierung zur Verfügung, die Altmetall für ihre Rüstungsanstrengungen sammelte. 1972 wurde Helen Wainwright in die International Swimming Hall of Fame aufgenommen.